# Ein guter Jahrgang
Ein guter Jahrgang (Originaltitel: A Good Year) ist ein Roman des englischen Schriftstellers Peter Mayle, der 2004 bei Alfred Knopf, New York, veröffentlicht wurde und im selben Jahr in deutscher Übersetzung von Ursula Bischoff im Karl Blessing Verlag, München, erschien.

## Handlung
Der Londoner Finanzmanager Max Skinner hat wesentliche Probleme: Er liebt seinen Job, aber die Kollegen und insbesondere sein Vorgesetzter Amis bei Lawton Brothers sind ihm zuwider. Außerdem hat er in den Jahren zuvor über seine Verhältnisse gelebt und benötigt dringend den eigentlich erarbeiteten und erwarteten Bonus für das aktuelle Projekt. Doch bei einem Arbeitsessen wird er von Amis buchstäblich über den Tisch gezogen, indem sein Chef ihm die notwendigen Details über den Deal entlockt, das Projekt an sich zerrt und ihn dadurch zur Kündigung provoziert. Da Max Skinner daher auch keine Abfindung zusteht, befindet er sich aufgrund der teuren Wohnung und der bereits aufgehäuften Schulden in einem mehrfachen Dilemma, da die Londoner Finanzwelt klein ist.
Doch die traurige Nachricht, dass sein in der Provence lebender Onkel Henry gestorben ist und er zur Testamentseröffnung nach St. Pons in die Provence fahren muss, lenkt sein Denken in andere Bahnen. Im Gespräch mit seinem besten Freund und Ex-Schwager Charles Charlie Willis, einem gut situierten Immobilienmanager, kristallisiert sich ein Silberstreif am Horizont heraus. Denn zum einen schießt ihm Charlie einen nicht unbeträchtlichen Geldbetrag vor, um die Reise überhaupt in Angriff nehmen zu können und vorerst seine Gläubiger zu beruhigen, und zum anderen malt ihm der Immobilienhändler aus, dass der alte Gutssitz mit 20 ha Land, Mobiliar und Weingärten seine finanziellen Sorgen beseitigen könne: „Verpachte deinen Grundbesitz oder heb ihn auf für Notzeiten, aber trenn dich nicht davon. Und außerdem, mit einem Weinanbaugebiet von zwanzig Hektar müsstest du eigentlich in der Lage sein, dir ein ganz erkleckliches Auskommen zu sichern.“
Als Willis – angeregt durch ein unlängst absolviertes Weinverkostungsseminar – zur Feier des Tages einen besonderen Wein bestellt, dämmert es Skinner, dass er in Fragen des Weins in ungeahnte Dimensionen vorstoßen könnte: Es ist ein besonderer Bordeaux, Château Léoville-Barton, Jahrgang 1982, bei der die Flasche 380 Pfund Sterling im Lokal kostet.
Bei aller Aufbruchstimmung ist Max sentimental zumute. Während seiner Kindheit hatten ihn seine inzwischen geschiedenen Eltern im Verlauf der Internatsferien regelmäßig bei seinem jovialen Onkel in Frankreich leben lassen, der ihm die Landessprache, das Tennisspiel, das savoir-vivre und etliche Lebensweisheiten beibrachte, die ihn zu wesentlichen Teilen zu dem Mann werden ließen, der er heute zu sein scheint. Vor allen Dingen aber rechnete er es seinem Onkel hoch an, dass er ihm gegenüber nie die erwachsene Autoritätsperson herausgekehrt hatte. Aber auch Zweifel machen sich bei ihm breit, ob er in der nostalgischen Rückschau nicht zu viel idealisiert hat. Dennoch macht er sich  enthusiastisch auf für eine Auszeit von sechs Monaten, in denen er erkunden will, ob sich dieses Erbe für ihn lohnen wird.

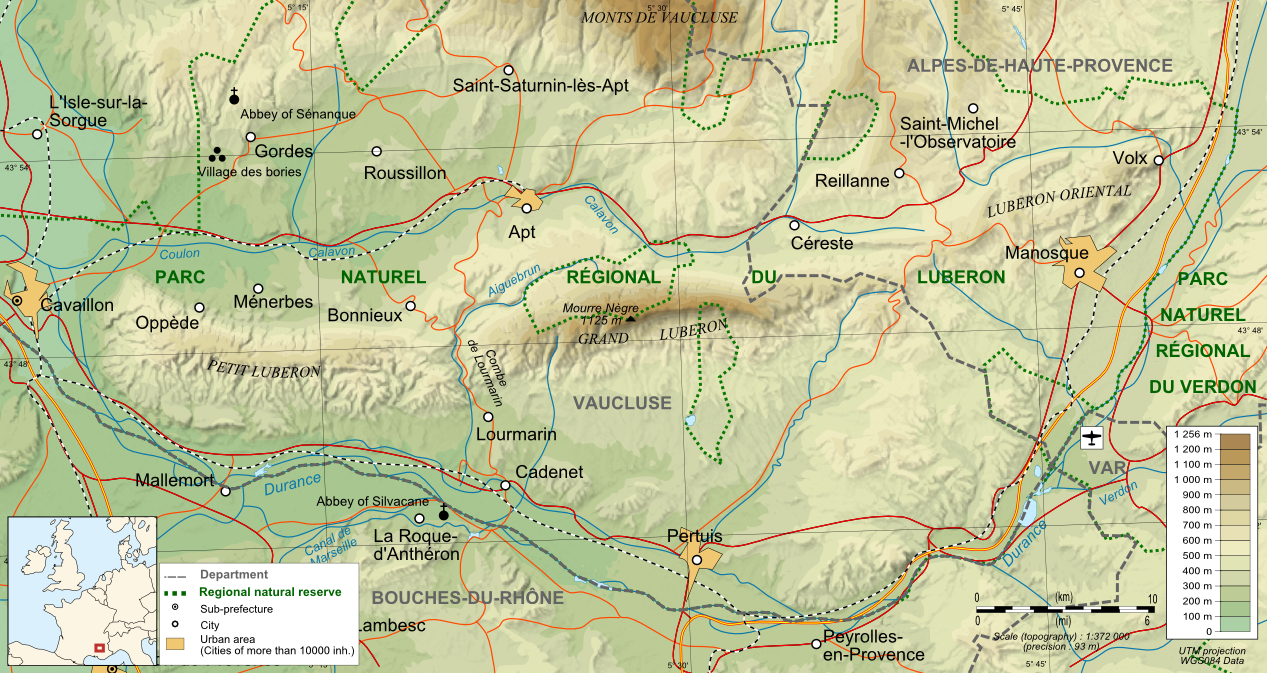
Topographische Karte des Luberon

St. Pons liegt eigentlich auf der „falschen“, sprich südlichen Seite des Luberon und vermag „im Gegensatz zu den anderen kleinen Dörfern – Gordes, Ménerbes, Bonnieux, Roussillon, Lacoste – nicht den Anspruch erheben, ein ‚village perché’ zu sein, da es nicht wie ein Adlernest auf dem Gipfel eines Steilhanges klebte, sondern in der Ebene errichtet war“. Gleichwohl säumt die unvermeidliche Platanenallee den Eingang des Städtchens.
Max fühlt sich auch gleich wohl bei seiner Rückkehr nach Frankreich.
Der Notar Maître Auzet entpuppt sich zu seiner angenehmen Überraschung als attraktive Dame, die seine Erbangelegenheiten professionell und effektiv in Angriff nimmt. Dabei scheint sie seinen offensichtlichen Avancen gegenüber nicht einmal abgeneigt zu sein.
Nicht alles an seinem Gut macht sich positiv bemerkbar: „Le Grifon“ ist zwar nicht gerade heruntergekommen, könnte aber durchaus die ein oder andere Modernisierung vertragen, die elektrischen und sonstigen Installationen entsprechen dem klischeehaften Verständnis von französischer Improvisation und das gesamte Haus ist vollgestopft mit altem Plunder, für den sich selbst die Antikmärkte der Umgebung nicht lohnen würden. Der alte Verwalter des Guts, Claude Roussel, wirkt alles andere als erfreut über die Heimkunft des Neffen. Sollte er etwa selbst mit einem Erbanteil gerechnet haben? Zwar hat er die Weinreben im Großen und Ganzen nach allgemeinem Usus gut gepflegt, aber der produzierte Wein schmeckt nach Meinung eines Kellners wie „Katzenpisse“.
Charlie rät ihm daher, einen Önologen hinzuzuziehen, den Nathalie Auzet bereitwillig vorschlägt. Aber sowohl die folgende Expertise als auch das weitere Verhalten Roussels lassen Max Skinner argwöhnisch werden. Unterstützt wird er dabei von der schönen Wirtin Fanny Chenal des örtlichen Restaurants „Chez Fanny“. Als beide feststellen, dass Roussel durchaus vermögend ist und ihn vorsichtig ein wenig bedrängen, packt er aus und zeigt ihnen ein größeres Feld eher zaghafter Reben auf vermeintlich kargem Boden, die jedoch die beste Güte hervorbringen. Hier hatte er mit eigenem Geld etwas Neues ausprobiert, dass der alte Henry Skinner nicht aufbringen mochte, und einen Wein hervorgebracht, der in der Mischung von Cabernet Sauvignon und Merlot einen sogenannten „Garagenwein“ ergibt. Für diese Weine in kleiner Stückzahl zahlen Investoren aus Übersee horrende Summen von über 5.000 US-Dollar pro Flasche. Ohne das Wissen des Onkels und in der Hoffnung ihn eines Tages daran teilhaben lassen zu können, hatte Roussel bisher seinen Anteil an dem Reibach gemacht, den in erster Linie die umtriebige Auzet mithilfe des Önologen organisiert hatte. Als ob dies noch nicht genug sei, taucht überraschend die junge Amerikanerin Christie Roberts auf, die sich tatsächlich als uneheliche Tochter Henrys entpuppt, aber entgegen Max’ Befürchtungen nicht etwa ein Auge auf das Erbe geworfen hat, sondern sich nach einer gescheiterten Beziehung auf dem Selbstfindungstrip befindet.
Während alle nach Möglichkeiten suchen, Auzet und ihren Helfershelfern eine Falle zu stellen, stößt auch Charlie zu der Gruppe hinzu, in den sich Christie überraschend schnell verliebt. Die Falle gegen die Weingangster scheint in Bordeaux im ersten Moment zu funktionieren, aber dabei haben sie nicht mit der Durchtriebenheit Auzets gerechnet, die mit einer geschickten Finte von sich ablenkt.
Zwar haben am Ende die Verbrecher nicht ihre gerechte Strafe bekommen, aber andererseits gelingt es Max und Roussel dank des nun offiziell anerkannten Tropfens als gleichberechtigte Partner „Le Grifon“ zu neuem Glanz zu verhelfen. Ironischerweise  kolportiert Mayle dabei ein angeblich belauschtes Gespräch nordamerikanischer Touristen durch Max, um die Großmannssucht der US-amerikanischen Weinfachleute wie Robert Parker und der Gebrüder Mondavi zu karikieren, bei denen das Weingeschäft erst bei 50 Dollar pro Flasche anfängt:

„Hey, der ist prima. […] Schmeckt wie Bourdeaux. Aber ich wette, da ist auch Cabernet mit drin. […] Was bilden die sich eigentlich ein, diese Franzosen? Dreißig Mäuse pro Flasche!“

Am Ende haben sich die Paare gefunden: Sowohl Christie und Charlie als auch Fanny und Max sind glücklich zusammen. Und selbst Madame Passepartout, die Haushälterin Skinners, scheint erfolgreich ihren Dauerfreund Maurice in die sprichwörtliche Ecke gedrängt zu haben.

## Hintergrund

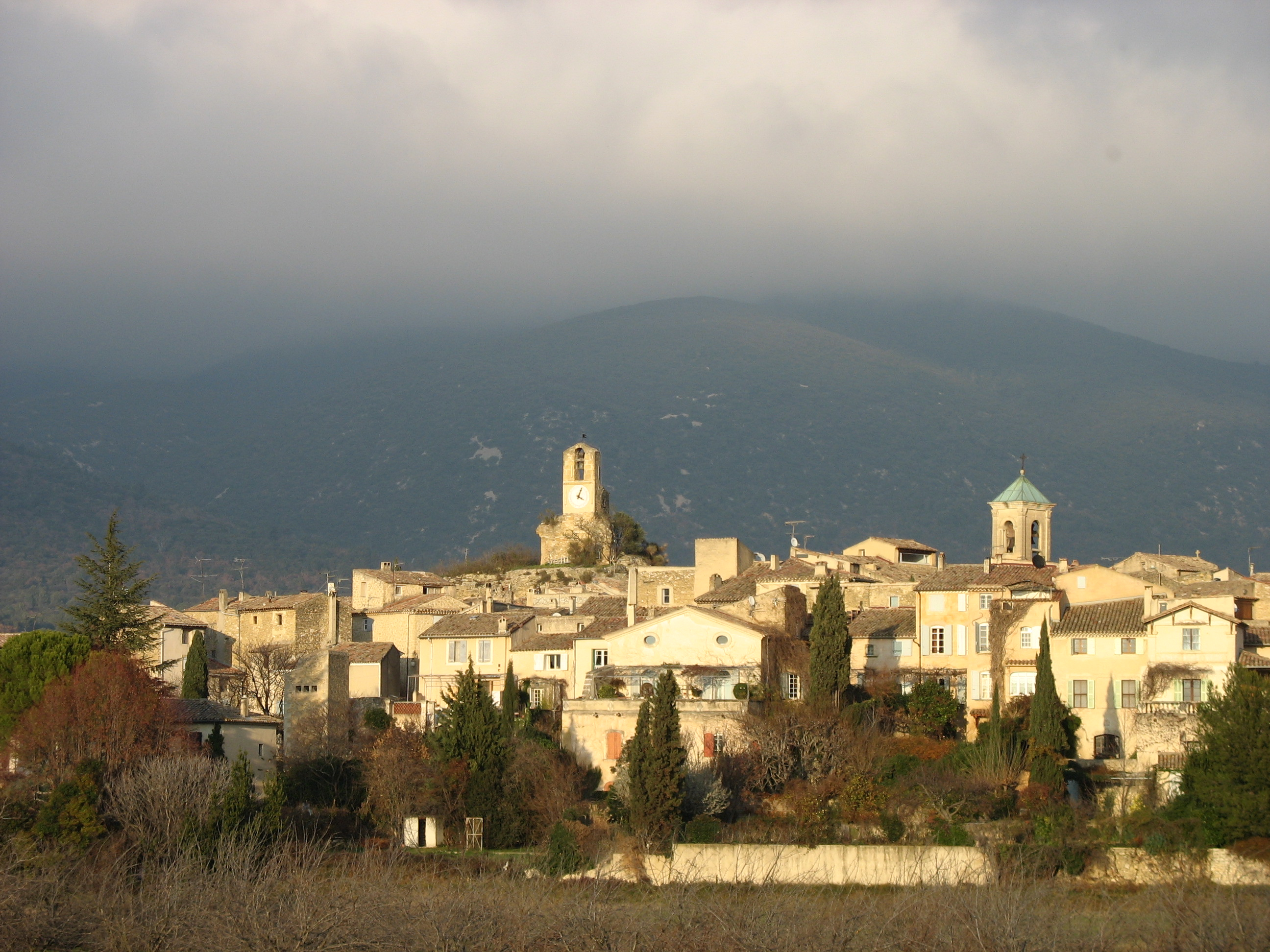
Lourmarin und der Luberon aus südlicher Richtung

Eine Gemeinde namens St. Pons existiert nicht im Luberon. Der Ort und die Umgebung tragen vielmehr Züge jener Gegend um Lourmarin, in der sich der Autor wie viele andere vermögende Ausländer inzwischen niedergelassen hat. Eine Hofschaft mit dem Namen „Grifon“ liegt hingegen auf der nördlichen Seite des Luberon zwölf Kilometer östlich von Apt, kurz hinter der Gemeinde Céreste. Dort befindet sich ebenfalls eine der längsten Platanenalleen der Umgebung, die eventuell den Autor zu seiner Beschreibung angeregt haben könnte. Auffallend ist in dem Buch jedoch die Tatsache, dass Mayle mit keinem einzigen Wort den Besuch des Grabes des Onkels erwähnt.

## Ausgaben
- Peter Mayle: Ein guter Jahrgang. Karl Blessing Verlag, München 2004, ISBN 3-89667-125-1
- Peter Mayle: Ein guter Jahrgang. Goldmann TB, 2. Auflage München 2006, ISBN 978-3-442-46187-5

## Rezension
„Auf seine unnachahmlich humorvolle Weise entführt Peter Mayle in jene Region, die er wie kein anderer kennt.“

„Ein Autor mit Lust an der Sprache und bissigem, selten bösen Spott erzeugt eine schillernde und liebenswerte Atmosphäre. Als einziger bitterer Nachgeschmack bleibt, dass man dableiben möchte in der Provence und bei den liebgewordenen Protagonisten. Eine Hommage an den Wein, verpackt in einem Buch, das man viel zu schnell liest.“

## Rezeption

### Hörbuch
- Peter Mayle: Ein guter Jahrgang. Gelesen von Hubertus Gertzen, 2004, 6 CDs, 402 min.

### Verfilmung
Der wie Mayle oft in der Provence weilende Regisseur Ridley Scott drehte nach diesem Roman 2006 eine Verfilmung des Stoffes unter dem Namen „Ein gutes Jahr“ mit Russell Crowe und Marion Cotillard in den Hauptrollen. Die Handlung und die Bedeutung der Figuren unterscheiden sich jedoch in einigen Punkten. So wird der Love Interest zum Beispiel bereits zu Anfang des Films deutlicher in den Vordergrund geschoben, da Max Fanny schon bei seinem Eintreffen auf gewollt komische Art in Form eines Zusammenpralls kennenlernt und nicht erst als Wirtin des besten Lokals am Ort. Charlie tritt ebenso wie die eigentliche Betrugsgeschichte mehr in den Hintergrund, während Christies Rolle mehr Raum bekommt. Der deutlichste Unterschied zeigt sich darin, dass das Weingut dort La Siroque heißt.
Mayle selbst war mit der Interpretation des mit ihm befreundeten Scotts zufrieden. Auch wenn das allgemeines Szenario nicht so wie im Buch beschrieben wurde, so sei es eine romantische Komödie in seinem Sinne.